# In the Mourning
In the Mourning è un singolo del gruppo musicale statunitense Paramore, l'ultimo pubblicato della serie Singles Club, il 5 dicembre 2011.

## Descrizione
Registrata nella stessa sessione di registrazione di Monster, Renegade e Hello Cold World, la canzone è stata resa disponibile per il download il 5 dicembre 2011, unicamente da Singles Club tramite il sito ufficiale della band.
Il 13 gennaio 2011 era stato pubblicato sul sito ufficiale della band un video che mostrava la cantante Hayley Williams cantare una breve versione acustica della canzone, accompagnata da Taylor York alla chitarra. La canzone presenta influenze country e soprattutto folk.

## Formazione
- Hayley Williams – voce
- Jeremy Davis – basso
- Taylor York – chitarra, batteria